# Türkisch für Anfänger (film)
Türkisch für Anfänger (dansk: Tyrkisk for begyndere) er en tysk biografilm fra 2012. Filmen er baseret på tv-serien af samme navn.
I filmen møder publikum den etnisk tyske Doris Schneider (Anna Stieblich) og datteren Lena (Josefine Preuß), der tager til et ferieresort. Tæt på destinationen styrter deres fly imidlertid ned over vand. Doris bliver reddet sammen med den tysk-tyrkiske Metin Öztürk (Adnan Maral) og kommer til resortet. Lena driver derimod i land på en tilsyneladende ødet ø sammen med græsk-tyske Costa Papavassilou (Arnel Taci) og Metins to børn, Cem (Elyas M’Barek) og Yağmur (Pegah Ferydoni). I løbet af filmen lærer figurerne hinanden at kende.